# Luis Soto Valverde
Luis Soto Valverde (San Fernando, 14 dicembre 1920 – 19 novembre 1983) è stato un calciatore spagnolo, di ruolo difensore.